# 레벤스보른

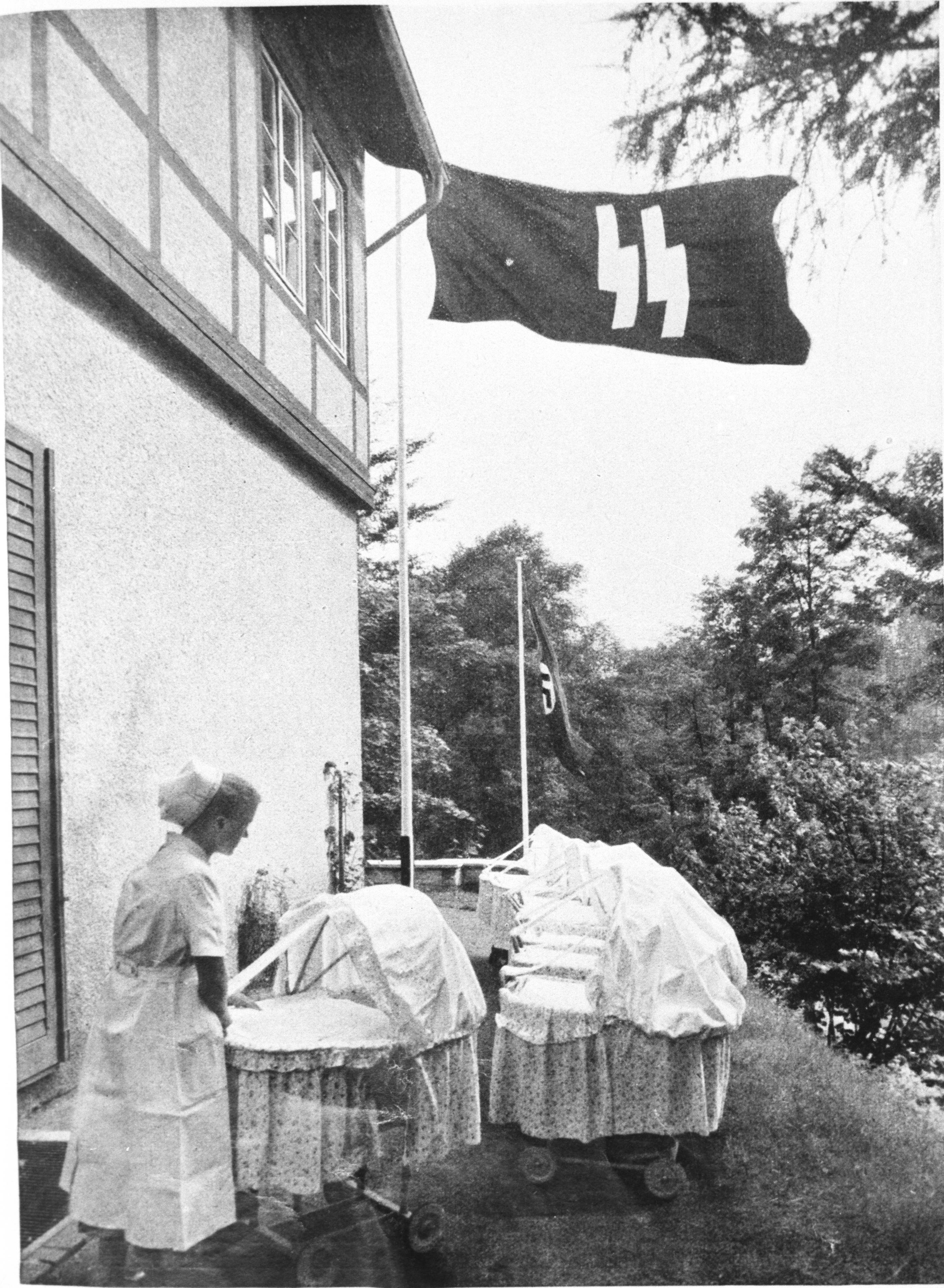
레벤스보른 탄생의 집

레벤스보른(독일어: Lebensborn→생명의 샘)은 아리아 인을 보존하고 보호하기 위하여 나치 독일이 만든 인간 교배 실험장이다. 나치는 아리아인은 지배자 민족이며 세상을 통치해야 한다고 주장하였다. 하인리히 힘러가 1936년에 설립하였으며, 레벤스보른은 독일어로 '생명의 탄생, 생명의 샘, 생명의 원천'이라는 뜻이다.
폴란드와 우크라이나 아이들 중 아리아인의 모습이라고 할 수 있는 파란눈과 금발머리의 아이들을 데려가 세뇌교육을 시킨 뒤 세뇌가 된 아이들을 독일 가정의 집에서 기르게 하였다.
초기에는 무장친위대에 소속된 아리아인 부모들이 자식을 낳도록 장려한 소규모 단체였으나, 이후 나치 독일 전역의 순수 아리아인을 납치하여 나치 독일에 충성하도록 세뇌 교육시켰다. 또한 유대인과 혼혈은 살해했다.

## 같이 보기
- 리디체
- 베이비붐 세대
- 라이따이한